# Molsberger Bach
Der Molsberger Bach ist ein knapp zwei  Kilometer langer rechter und südlicher Zufluss des Salzbaches im hessischen Westerwald.

## Geographie

### Verlauf
Der Molsberger Bach entspringt im Talheimer Wald, östlich des Naturschutzgebietes Hartenberg/Steincheswiesen. Seine Quelle liegt auf einer Höhe von  324 m ü. NHN in einem Laubwald direkt an der Grenze von Rheinland-Pfalz und Hessen.
Er fließt zunächst etwa 300 m ostwärts, wendet sich dann in Richtung Nordosten und wechselt in einen Mischwald über, welchen er nach weiteren knapp 300 m wieder verlässt. Sein Lauf führt durch Wiesen und Felder an der Südkante des Waldes entlang. Dann entfernt er sich vom Walde und bewegt sich, begleitet durch einen Saum von Bäumen und Büschen, durch eine Grünfläche. Er richtet nunmehr seinen Lauf nach Norden und mündet schließlich westlich von Dornburg-Thalheim in der Nähe des Birkenhofs und auf einer Höhe von 167 m ü. NHN in den Salzbach.

### Flusssystem Elbbach
- Fließgewässer im Flusssystem Elbbach